# Jan Szpunar
Jan Szpunar (ur. 30 października 1952 w Kościelisku, zm. 17 marca 2017) – polski biathlonista, brązowy medalista mistrzostw świata, trzykrotny mistrz świata juniorów.

## Kariera
Pierwszy sukces osiągnął w 1972 roku, kiedy na mistrzostwach świata juniorów w Linthal zdobył złoty medal w sztafecie. Na rozgrywanych rok później mistrzostwach świata juniorów w Lake Placid zwyciężył w biegu indywidualnym i sztafecie, zostając pierwszym w historii polskim indywidualnym mistrzem świata juniorów.
Podczas mistrzostw świata w Anterselvie w 1975 roku razem z Ludwikiem Ziębą, Andrzejem Rapaczem oraz Wojciechem Truchanem zdobył brązowy medal w sztafecie. Na tej samej imprezie zajął 24. miejsce w biegu indywidualnym i 16. miejsce w sprincie. Podczas rozgrywanych rok później mistrzostw świata w tej samej miejscowości rywalizację w sprincie ukończył na 13. pozycji. Brał też udział w igrzyskach olimpijskich w Innsbrucku w 1976 roku, zajmując dziewiętnaste miejsce w biegu indywidualnym i dwunaste miejsce w sztafecie.

## Osiągnięcia

### Igrzyska olimpijskie
| Rok  | Miejscowość | Konkurencje | Konkurencje | Konkurencje | Konkurencje | Konkurencje | Konkurencje | Konkurencje |
| Rok  | Miejscowość | IN          | SP          | PU          | MS          | RL          | MR          | SR          |
| ---- | ----------- | ----------- | ----------- | ----------- | ----------- | ----------- | ----------- | ----------- |
| 1976 | Innsbruck   | 19.         | nd.         | nd.         | nd.         | 12.         | nd.         | –           |

### Mistrzostwa świata
| Rok  | Miejscowość | Konkurencje | Konkurencje | Konkurencje | Konkurencje | Konkurencje | Konkurencje | Konkurencje |
| Rok  | Miejscowość | IN          | SP          | PU          | MS          | RL          | MR          | SR          |
| ---- | ----------- | ----------- | ----------- | ----------- | ----------- | ----------- | ----------- | ----------- |
| 1975 | Anterselva  | 24.         | 16.         | nd.         | nd.         | 3.          | nd.         | –           |
| 1976 | Anterselva  | nd.         | 13.         | nd.         | nd.         | nd.         | nd.         | –           |